# Sarcophaga indica
Sarcophaga indica är en tvåvingeart som beskrevs av Nandi 1979. Sarcophaga indica ingår i släktet Sarcophaga och familjen köttflugor. Inga underarter finns listade i Catalogue of Life.